# Nikša Trstenjak
Nikša Trstenjak (Zagreb, Hrvatska, 12. studenog 1990.) hrvatski je profesionalni hokejaš na ledu. Igra na poziciji braniča. Bio je član hrvatskog KHL Medveščaka u EBEL-u i njegove podružnice KHL Medveščak II u Slohokej ligi.

## Karijera

### KHL Mladost (2004. – 2009.)
Trstenjak je profesionalnu karijeru započeo u KHL Mladost gdje je igrao pet sezona.

### KHL Medveščak (2009.)
U sezoni 2009./10. potpisuje za KHL Medveščak te upisuje nastupe u EBEL-u. Nastupa i za KHL Medveščak II koji sudjeluje u Slohokej ligi.

## Statistika karijere
Bilješka: OU = odigrane utakmice, G = gol, A = asistencija, Bod = bodovi, +/- = plus/minus, KM = kaznene minute, GV = gol s igračem više, GM = gol s igračem manje, GO = gol odluke
| 2009./10. | KHL Medveščak    | EBEL     | 12 | 0 | 0 | 0 | -1 | 2 | 0 | 0 | 0 |  |  |  |  |  |  |  |  |  |
| 2009./10. | KHL Medveščak II | Slohokej |    |   |   |   |    |   |   |   |   |  |  |  |  |  |  |  |  |  |

## Vanjske poveznice
- Profil na Eurohockey.net